# Vitrea subrimata
Vitrea subrimata is een slakkensoort uit de familie van de Pristilomatidae. De wetenschappelijke naam van de soort is voor het eerst geldig gepubliceerd in 1871 door Reinhardt.